# Chiavennita
La chiavennita és un mineral de la classe dels silicats, que pertany al grup de les zeolites. Rep el nom de la localitat italiana de Chiavenna, una de les dues localitats tipus per aquesta espècie.
Va ser trobada per primera vegada el 1970 pel mineralogista noruec Reidar Åmli en una pegmatita de sienita de la pedrera Heia, a Tvedalen, (Larvik, Noruega). Una anàlisi qualitativa va demostrar que era un possible mineral nou, un silicat de calci, manganès i beril·li, però se'n va trobar poc material i no es va fer cap investigació més. El 1974, Arne Åsheim va trobar material idèntic a una altra localitat de la mateixa zona, a Blåfjell, i es va encetar una nova investigació. Paral·lelament s'havia descobert el mateix mineral en una localitat italiana, a Chiavenna (Llombardia). La descripció italiana va arribar a l'Associació Mineralògica Internacional abans que la noruega i és per això que rep el nom per la localitat llombarda, tot i que la descripció de l'espècie s'atribueix a tots dos grups d'investigadors.

## Característiques
La chiavennita és un silicat de fórmula química CaMn²⁺(BeOH)₂Si₅O₁₃(H₂O)₂. Cristal·litza en el sistema monoclínic. La seva duresa a l'escala de Mohs és 3.
Segons la classificació de Nickel-Strunz, la chiavennita pertany a «09.GF - Tectosilicats amb H₂O zeolítica; altres zeolites rares» juntament amb els següents minerals: terranovaïta, gottardiïta, lovdarita, gaultita, tschernichita, mutinaïta, tschörtnerita, thornasita i direnzoïta.

## Formació i jaciments
Aquesta espècie va ser descrita a partir de troballes realitzades en dues localitats diferents: Chiavenna, a la província de Sondrio (Llombardia, Itàlia), i els afloraments de Blåfjell, a Langangen (Telemark, Noruega). També ha estat descrita en altres indrets dels dos països, així com a Suècia, Madagascar i Mèxic.